# Västerhejde
Västerhejde är en tätort i Gotlands kommun i Gotlands län och kyrkby i Västerhejde socken.
Västerhejde kyrka är en stenkyrka vars torn har en iögonfallande trappgavel. Denna är dock tillbyggd i mitten av 1800-talet, medan kyrkan i sig är från början av 1200-talet.

## Befolkningsutveckling
| Befolkningsutvecklingen i Västerhejde 1990–2020 | Befolkningsutvecklingen i Västerhejde 1990–2020 | Befolkningsutvecklingen i Västerhejde 1990–2020 | Befolkningsutvecklingen i Västerhejde 1990–2020 | Befolkningsutvecklingen i Västerhejde 1990–2020 |
| ----------------------------------------------- | ----------------------------------------------- | ----------------------------------------------- | ----------------------------------------------- | ----------------------------------------------- |
|                                                 |                                                 |                                                 |                                                 |                                                 |
| År                                              |                                                 |                                                 | Folkmängd                                       | Areal (ha)                                      |
| 1990                                            | 1990                                            |                                                 | 300                                             | 49#                                             |
| 1995                                            | 1995                                            |                                                 | 322                                             | 52                                              |
| 2000                                            | 2000                                            |                                                 | 296                                             | 52                                              |
| 2005                                            | 2005                                            |                                                 | 302                                             | 53                                              |
| 2010                                            | 2010                                            |                                                 | 313                                             | 53                                              |
| 2015                                            | 2015                                            |                                                 | 372                                             | 90                                              |
| 2020                                            | 2020                                            |                                                 | 546                                             | 93                                              |
| Anm.: Ny tätort 1995 # Som småort.              |                                                 |                                                 |                                                 |                                                 |